# Anemarija
Anemarija je žensko osebno ime.

## Izvor imena
Ime Anemarija je različica ženskega osebnega imena Ana.

## Pogostost imena
Po podatkih Statističnega urada Republike Slovenije je bilo na dan 31. decembra 2007 v Sloveniji število ženskih oseb z imenom Anemarija: 21.

## Osebni praznik
Osebe z imenom Anemarija lahko godujejo takrat kot osebe z imeno Ana.